# مهر ۱۳۸۴
مهر ۱۳۸۴، هفتمین ماه سال ۱۳۸۴ هجری خورشیدی است.
آغاز آن جمعه: ‌۱ مهر ۱۳۸۴ (۲۳ سپتامبر ۲۰۰۵ میلادی)
رویداد ها: ۲ مهر: پخش اولین قسمت سریال تلویزیونی شب های برره در شبکه سه سیما